# Severo exame...
Severo exame do procedimento dos portugueses, depois do dia 29 de Novembro de 1807 até 30 de Setembro de 1808 da autoria de José Máximo Pinto da Fonseca Rangel, foi publicado em Lisboa, no ano de 1808, pela Impressão Régia, com um total de 16 páginas. Pertence à rede de Bibliotecas municipais de Lisboa e é considerado uma "raridade bibliográfica".